# ناوشکن کلاس هوبارت

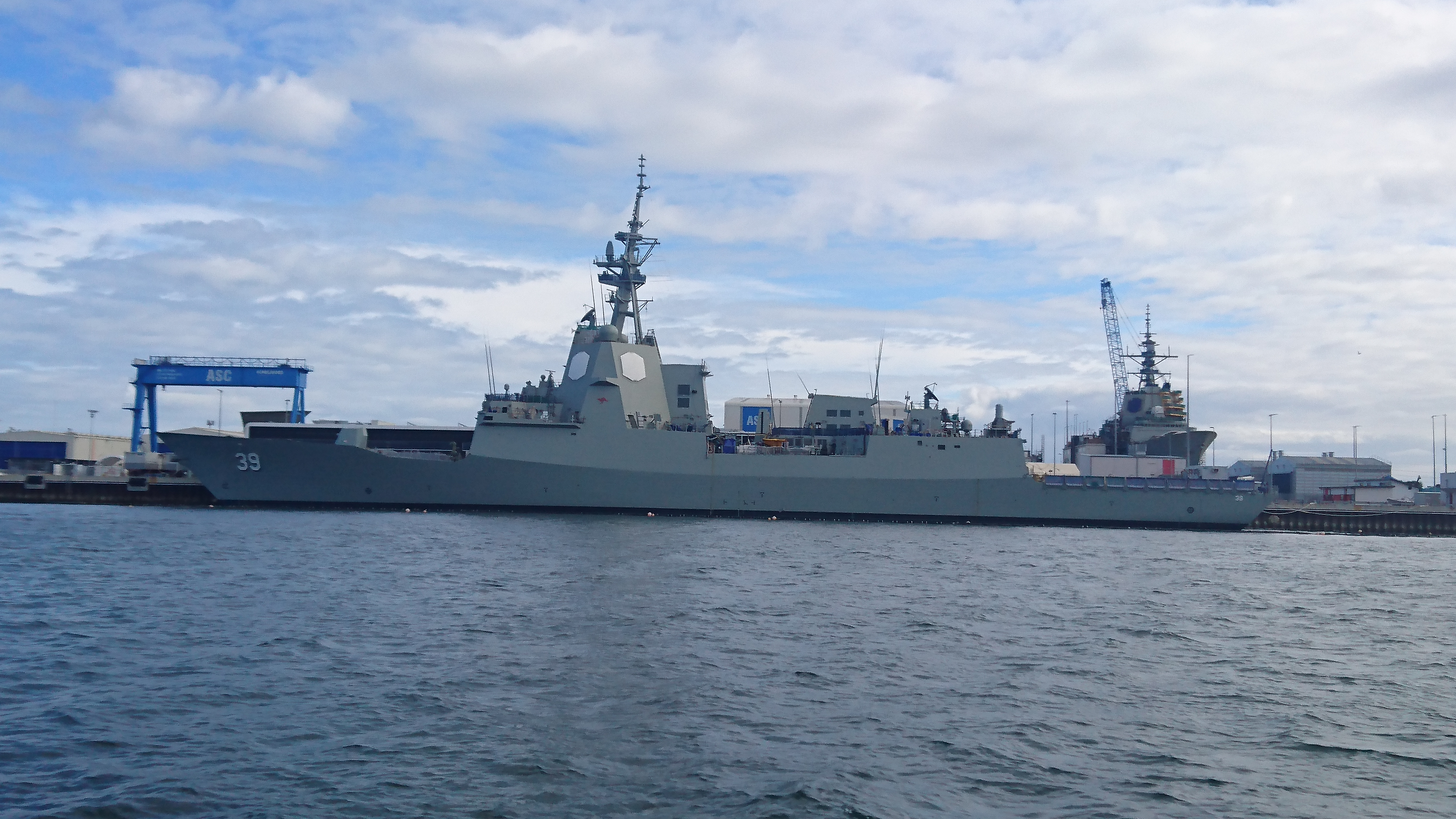
ناوشکن کلاس هوبارت

دیسترویر کلاس هوبارت (به انگلیسی: Hobart-class destroyer) یک کلاس از کشتی است که طول آن ۱۴۷٫۲ متر (۴۸۳ فوت) می‌باشد.